# Лозоватка (зупинний пункт)
Лозоватка — пасажирський залізничний зупинний пункт Куп'янської дирекції Південної залізниці.
Розташований у селі Курилівка, Куп'янський район, Харківської області на лінії Куп'янськ-Вузловий — Красноріченська між станціями Кислівка (13 км) та Курилівка (4 км).
Не зважаючи на військову агресію Росії на сході Україні, транспортне сполучення не припинене, щодоби дві пари приміських поїздів здійснюють перевезення за маршрутом Сватове — Куп'янськ-Вузловий.
До 28 липня 2023 року - 831 км.